# Стара Рава
Стара Рава (пол. Stara Rawa) — село в Польщі, у гміні Новий Кавенчин Скерневицького повіту Лодзинського воєводства.
Населення — 170 осіб (2011).

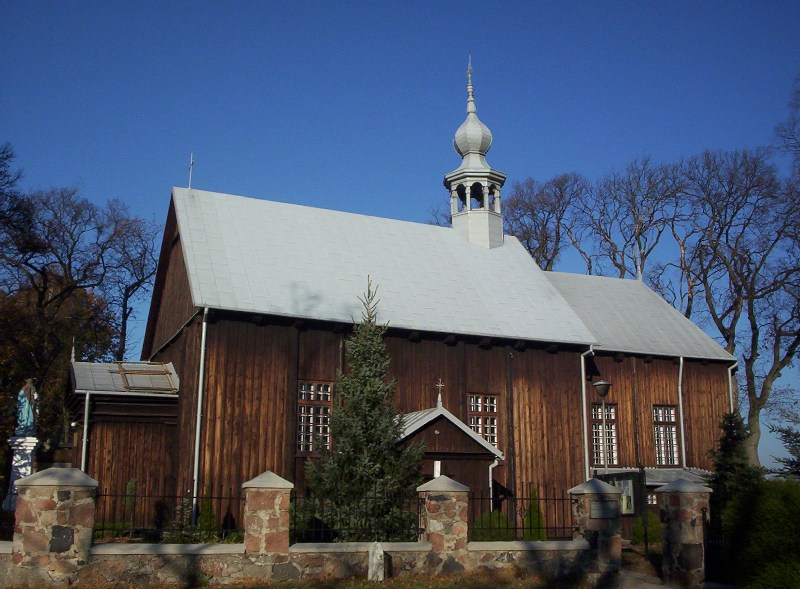
костел (1731 p.)

Вперше згадується у 12 ст. У 1975-1998 роках село належало до Скерневицького воєводства.
Пам'ятки історії та культури:
- костел 1731 p.
- кладовище

## Демографія
Демографічна структура станом на 31 березня 2011 року:
|          | Загалом | Допрацездатний вік | Працездатний вік | Постпрацездатний вік |
| -------- | ------- | ------------------ | ---------------- | -------------------- |
| Чоловіки | 84      | 17                 | 53               | 14                   |
| Жінки    | 86      | 8                  | 47               | 31                   |
| Разом    | 170     | 25                 | 100              | 45                   |